# 易卜拉欣·埃德恒帕夏

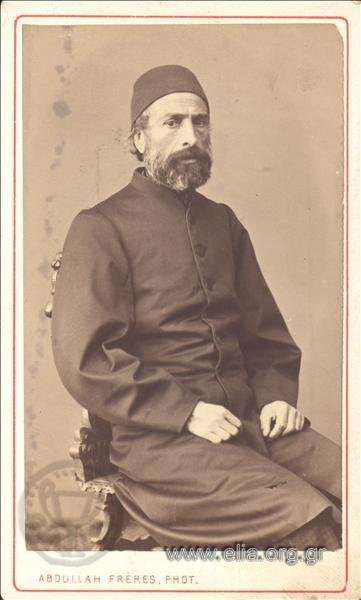
易卜拉欣·埃德恒帕夏

易卜拉欣·埃德恒帕夏(土耳其語：İbrahim Edhem Paşa，1819年—1893年),希腊裔奥斯曼帝国官员。他于阿卜杜勒-哈米德二世在位初期担任过大维齐尔。除此之外，易卜拉欣还出任过外交部长（1856年）、驻柏林大使（1876年）及驻维也纳大使（1879年至1882年）。1883年至1885年，官居军队工程师、内政部长。1876至1877年间，曾作为奥斯曼帝国代表出席君士坦丁堡峰会。

## 生平
易卜拉欣出生于希腊希俄斯岛的一个东正教村落。父母都是希腊人。但关于其希腊裔背景的资料并不多。他本人是1822年希俄斯大屠杀的幸存者，幼年时父母遭土耳其人杀害，而他则被一位鄂圖曼士兵捕获并被当作奴隶贩卖至君士坦丁堡。之后由科察·胡斯列夫·穆罕默德帕夏抚养成人。胡斯列夫老而无子，于是便从奴隶贩手中收养了大约十个孩子。其子奥斯曼·哈姆迪贝伊称，易卜拉欣来自斯卡拉玛加斯家族。而他本人试图抹去他与希腊民族的联系。
在其养父及马哈茂德二世的支持下，易卜拉欣前往法国国立巴黎高等矿业学校留学，获取文学学士学位且成绩优异。